# Jaberg
Jaberg es una comuna suiza del cantón de Berna, situada en el distrito administrativo de Berna-Mittelland. Limita al norte con la comuna de Wichtrach, al este con Kiesen, al sur con Uttigen, y al oeste con Kirchdorf.
Hasta el 31 de diciembre de 2009 situada en el distrito de Seftigen.